# جمال العربي
جمال محمد العربي أحمد (4 سبتمبر 1954 بنها، القليوبية) وزير التربية والتعليم بوزارة كمال الجنزوري.
حصل على بكالوريوس علوم وتربية قسم الرياضيات دور مايو عام 1976، وكان يشغل منصب رئيس الإدارة المركزية للتعليم الثانوي بوزارة التربية والتعليم قبل أن يعين وزيرا للتربية والتعليم لتكون أول مرة منذ 25 سنة أن يتولى معلم حقيبة التربية والتعليم.

## الخبرة المهنية
- رئيس الإدارة المركزية للتعليم الثانوي بوزارة التربية والتعليم
- وكيل وزارة التربية والتعليم بالقليوبية سابقا
- وكيل وزارة التربية والتعليم بالدقهلية
- مدير عام إدارة بنها 30/6/2008
- مكلف مدير عام إدارة بنها التعليمية اعتباراً من 12/3/2008
- وكيل إدارة بنها التعليمية 2007-2008
- مدير مركز التدريب عن بعد 2001-2007
- موجه رياضيات 1995-2001
- تدريس الرياضيات كمدرس ومدرس أول 1976-1995

## الإنجازات
- المركز الأول في مسابقة المدير المتميز علي مستوى المركز - نيو هوريزون
- المركز الأول في مسابقة المدير المتميز علي مستوى المحافظة - وزارة التنمية الإدارية
- الرائد المثالي علي مستوى محافظة القليوبية اللجنة الفرعية ببنها
- المعلم المثالي علي مستوى الجمهورية - النقابة العامة للمعلمين